# جيجي إيوان
جيجي إيوان (بالرومانية: Ion Gigi)‏ هو لاعب كرة قدم روماني في مركز الدفاع، ولد في 15 سبتمبر 1967 في غالاتس في رومانيا. لعب مع جامعة كلوج ونادي أوتسيلول غالاتسي وداسيا يونييرا برايلا.

## وصلات خارجية
- جيجي إيوان على موقع قاعدة بيانات كرة القدم.إي يو (الإنجليزية)
- جيجي إيوان على موقع عالم كرة القدم.نت (الإنجليزية)